# マーガレット・バービッジ
マーガレット・バービッジ（Margaret Burbidge, 旧姓名：Eleanor Margaret Peachey, 1919年8月12日 - 2020年4月5日）は、イギリス生まれの天体物理学者。元素の起源に関する研究で知られる。女性として初めてグリニッジ天文台長、アメリカ天文学会会長なども務めた。カリフォルニア大学サンディエゴ校教授でもある。

## 来歴
グレーター・マンチェスター・ストックポートのダベンポート生まれ。1947年にロンドン大学を卒業した。1948年、理論天文学者のジェフリー・バービッジと結婚した。1950年代から1960年代は主にアメリカで研究し、1957年に夫のジェフリー・バービッジ、フレッド・ホイル、ウィリアム・ファウラーとともに軽元素を除く宇宙の元素が恒星内部の核反応によって生成されるという有名なB2FH論文を発表した。また銀河の質量を測定した最初の一人であり、クエーサー研究のパイオニアでもある。
マーガレット・バービッジは天文学の世界における女性差別と闘った一人である。1947年、彼女はカーネギー協会のフェローシップに選出されたが、当時女性の観測作業を認めていなかったウィルソン山天文台での研究が受給要件とされていたため、これを辞退しなければならなかった。また1972年には女性として初のグリニッジ天文台長に任じられたが、伝統的にグリニッジ天文台長に与えられる王室天文官（Astronomer Royal）の称号が、マーティン・ライルに与えられるという差別に直面した。同じ1972年には女性天文学者に与えられるアニー・J・キャノン賞の受賞を、一種の差別であることを理由に辞退した。
1976年から1978年にかけてアメリカ天文学会の会長、1983年から米国科学振興協会(American Association for the Advancement of Science）の会長をつとめた。
2020年4月5日、転倒からの合併症により、カリフォルニア州サンフランシスコの自宅で他界した。

## 賞
- ヘレン・B・ワーナー賞（1959年）
- アニー・J・キャノン賞（1972年、辞退）
- ブルース・メダル（1982年）
- ヘンリー・ノリス・ラッセル講師職（1984年）
- アメリカ国家科学賞（1985年）
- アルベルト・アインシュタイン世界科学賞（1988年）
- 王立天文学会ゴールドメダル（2005年）

## 命名
- 小惑星 : (5490)バービッジ (Burbidge)[1]